# 庚申塔

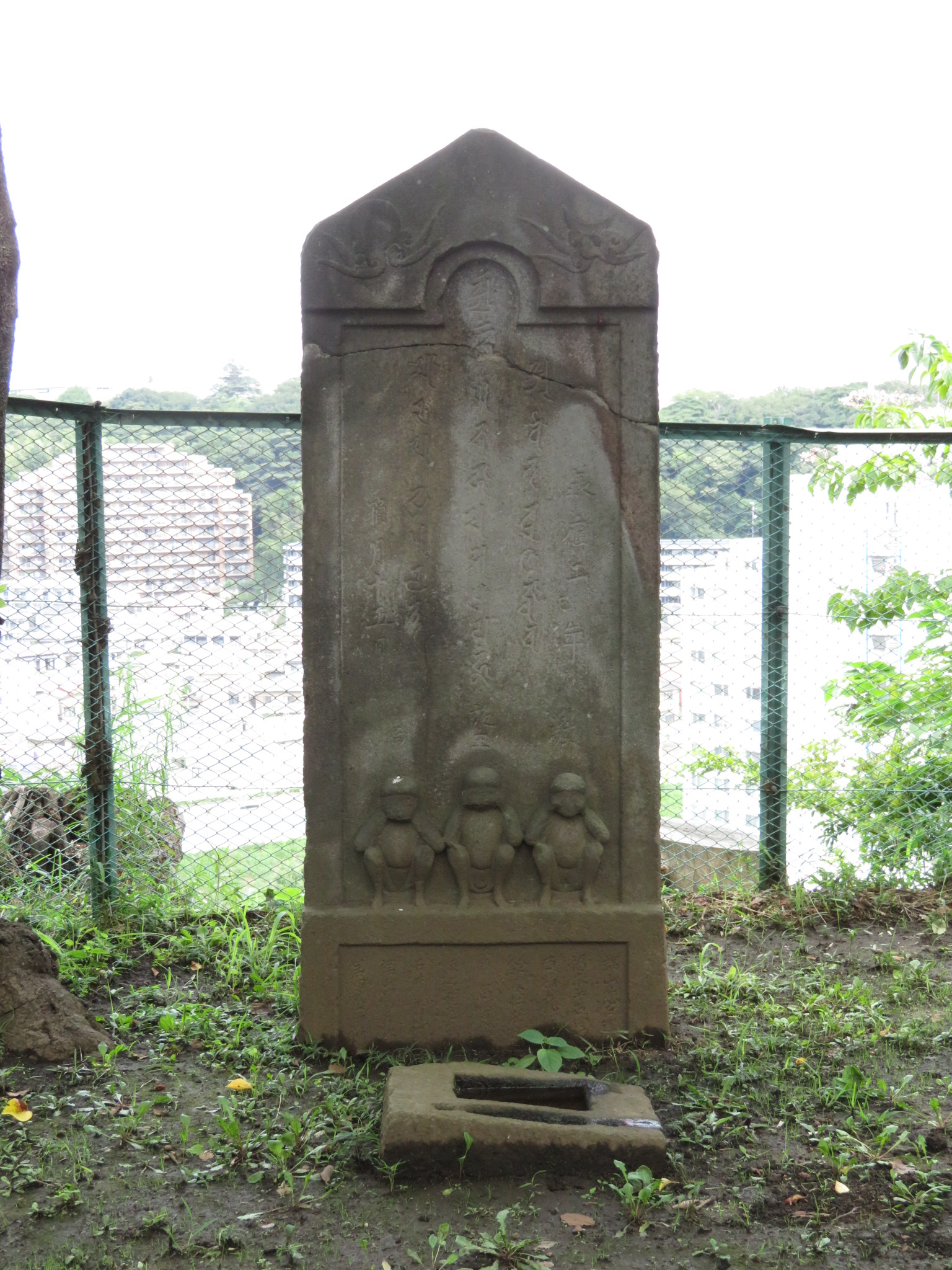
神奈川県藤沢市 伊勢山公園にて、2017年8月18日撮影

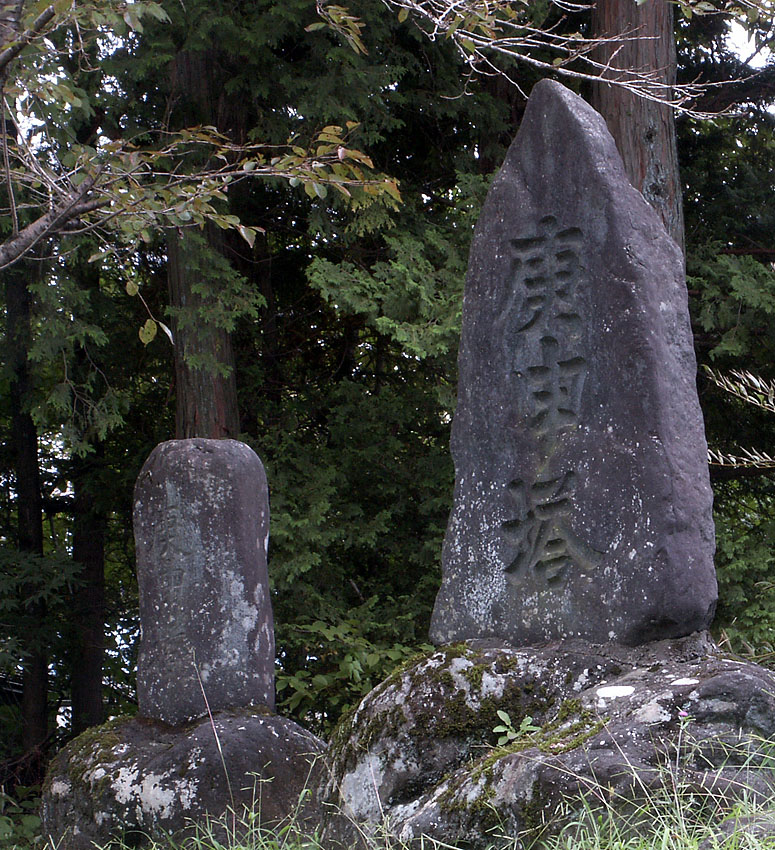
栃木県日光市にて撮影

庚申塔（こうしんとう）は、庚申塚（こうしんづか）ともいい、中国より伝来した道教に由来する庚申信仰に基づいて建てられた石塔のこと。庚申講を3年18回続けた記念に建立されることが多い。塚の上に石塔を建てることから庚申塚、塔の建立に際して供養を伴ったことから庚申供養塔とも呼ばれる。
庚申待（庚申講）とは、人間の体内にいるという三尸虫（さんしちゅう）という虫が、庚申の日の夜寝ている間に天帝にその人間の悪事を報告しに行くとされていることから、それを避けるためとして庚申の日の夜は夜通し眠らないで天帝や猿田彦や馬頭観音や青面金剛を祀り、勤行をしたり宴会をしたりする風習である。
庚申塔の石形や彫られる仏像、神像、文字などはさまざまであるが、申は干支で猿に例えられるから、「見ざる、言わざる、聞かざる」の三猿を彫り、村の名前や庚申講員の氏名を記したものが多い。仏教では、庚申の本尊は青面金剛とされるため、青面金剛が彫られることもある。神道では猿田彦神とされ、猿田彦神が彫られることもある。また、庚申塔には街道沿いに置かれ、塔に道標を彫り付けられたものも多い。さらに、塞神として建立されることもあり、村の境目に建立されることもあった。
庚申塔は沖縄県など南西諸島を除く全国で分布が確認されているが、地域によって建立数に差が見られる。 例えば関東地方では数多く建立されているが、日本における庚申信仰の中心的な寺社がある京都や大阪など関西では庚申塔の建立は比較的少ない傾向がある。確認されている現存最古の庚申塔は埼玉県にある庚申板碑で文明3年（1471年）であり、当初は板碑や石幢などが多い。青面金剛刻像は福井県にある正保4年（1647年）が現存最古とされている。なお、奈良東大寺所有の木像青面金剛は鎌倉時代の作とされている。

## 歴史
庚申塔の建立が広く行われるようになるのは、江戸時代初期（寛永期以降）頃からである。以降、近世を通して多数の庚申塔が建てられた。当初は青面金剛や三猿像のほか、阿弥陀、地蔵など主尊が定まっていない時期を経て、徐々に青面金剛像が主尊の主流となった。その後、江戸中期から後期にかけて「庚申塔」あるいは「庚申」と文字のみ彫り付ける形式が増加する。
兵庫県豊岡市但東町では、石造庚申塔が77基（1956年以前の合橋村35基、高橋村21基、資母村21基）確認され、18世紀から20世紀初めに多く造られている。
明治時代になると、政府は庚申信仰を迷信と位置付けて街道筋に置かれたものを中心にその撤去を進めた。さらに高度経済成長期以降に行われた街道の拡張整備工事によって残存した庚申塔のほとんどが撤去や移転されることになった。
現在、残存する庚申塔の多くは寺社の境内や私有地に移転されたものや、もともと交通量の少ない街道脇に置かれていたため開発による破壊を免れたものである。田舎町へ行くと、今でも道の交差している箇所や村落の入り口などに、「庚申」と彫られた石塔を全国で見ることができる。

## ギャラリー

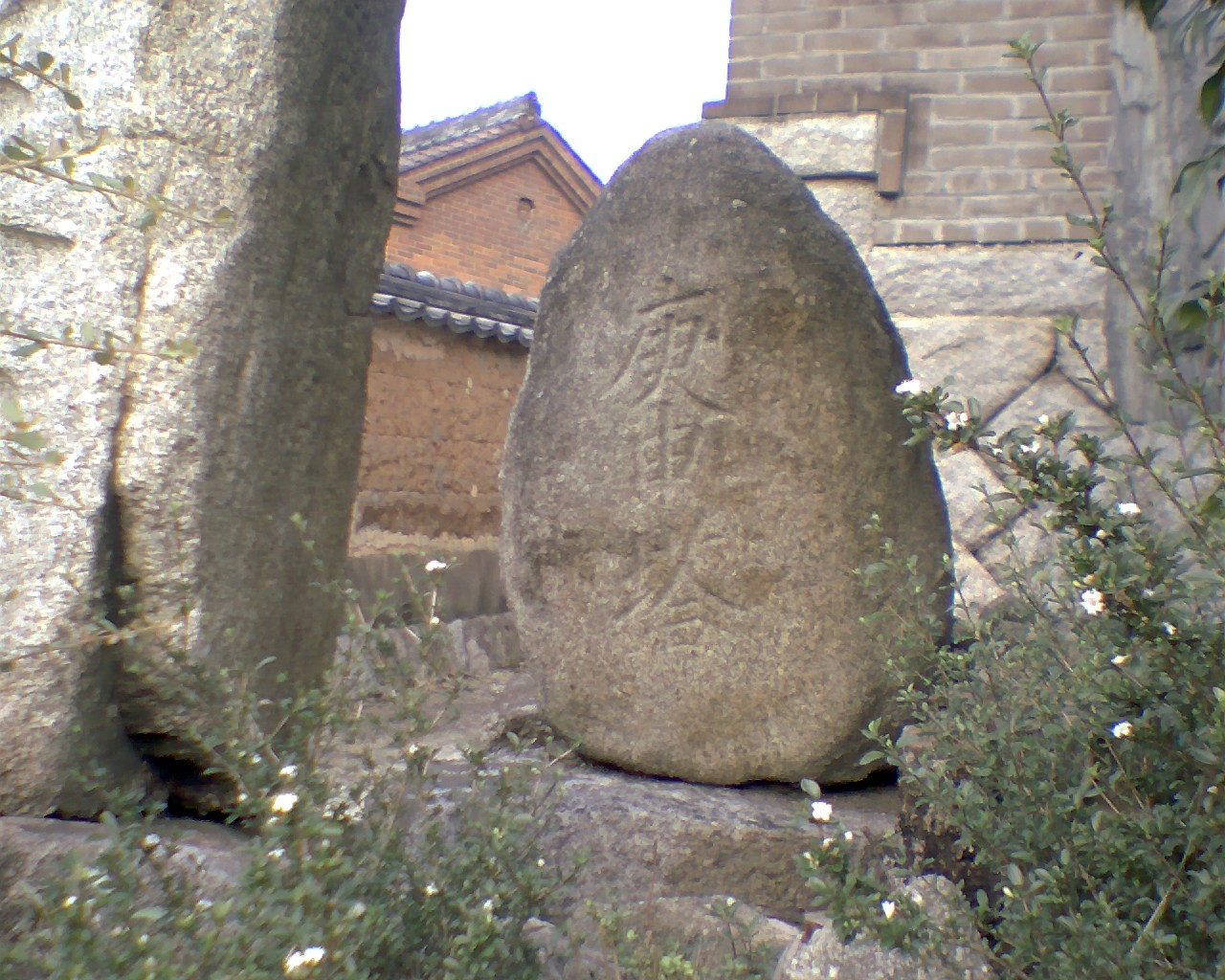
福岡県宇美町炭焼地区の一角に。
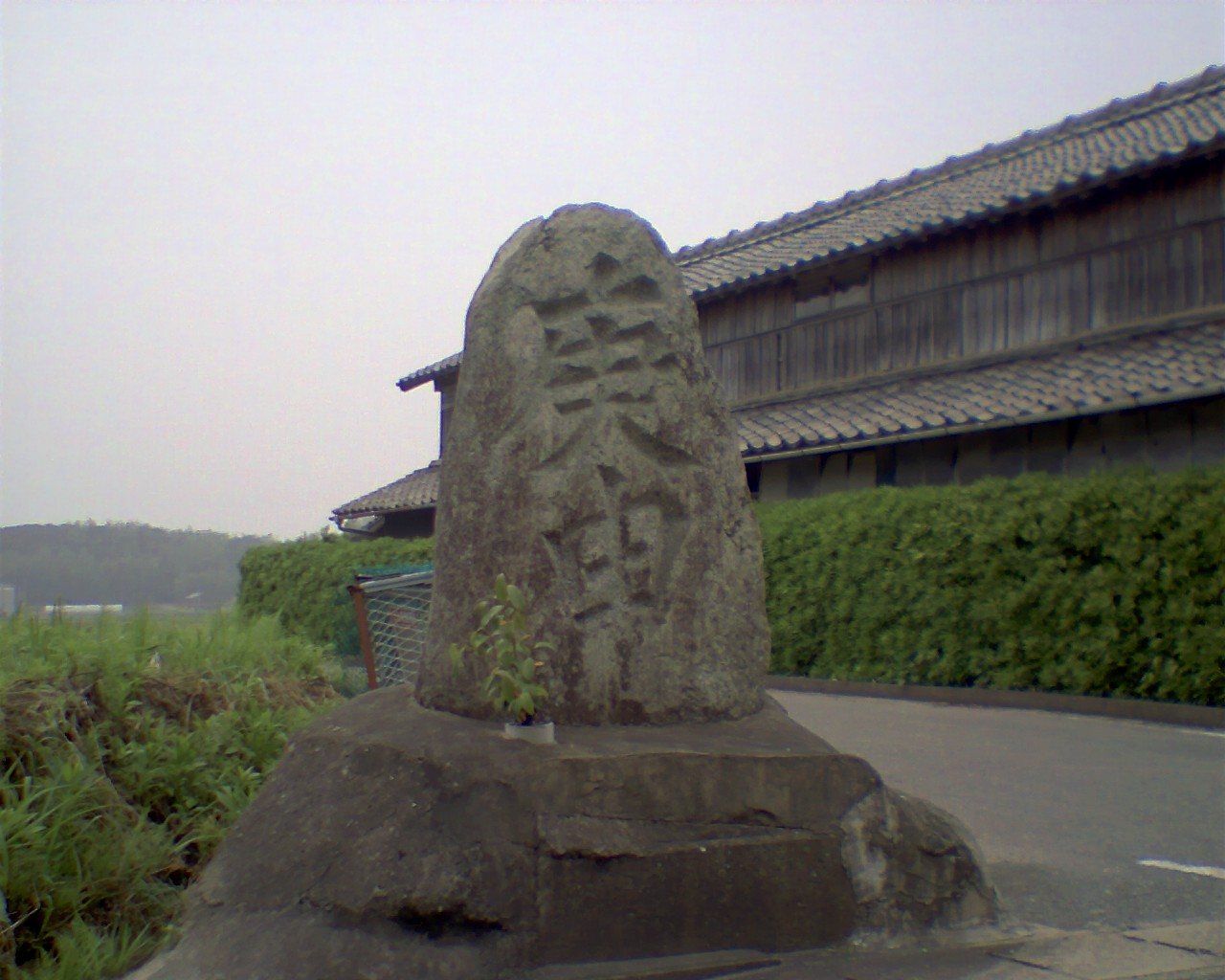
福岡県糸島市三雲地区の一角に。
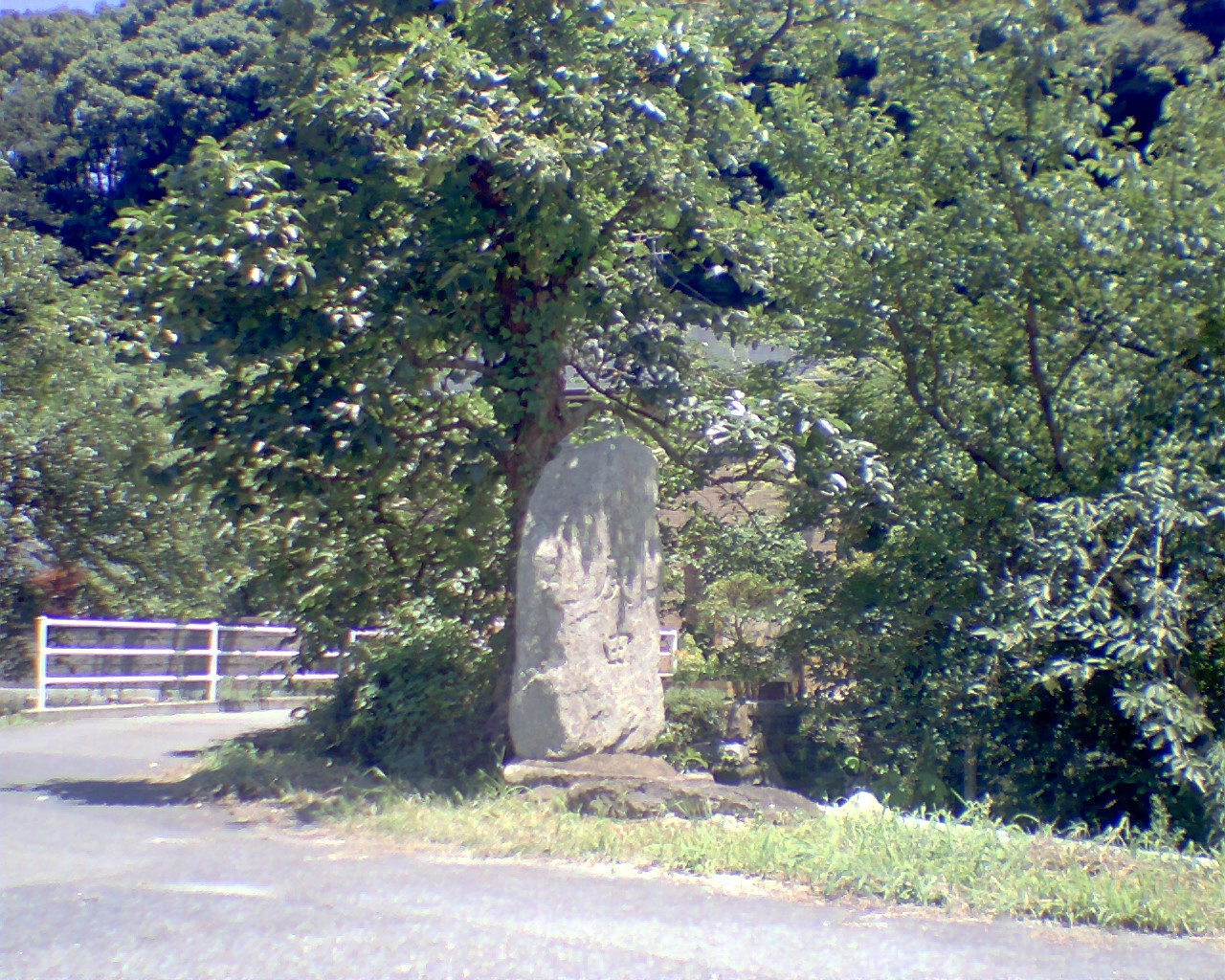
福岡県大野城市、牛頸川上流の東岸の一角に。
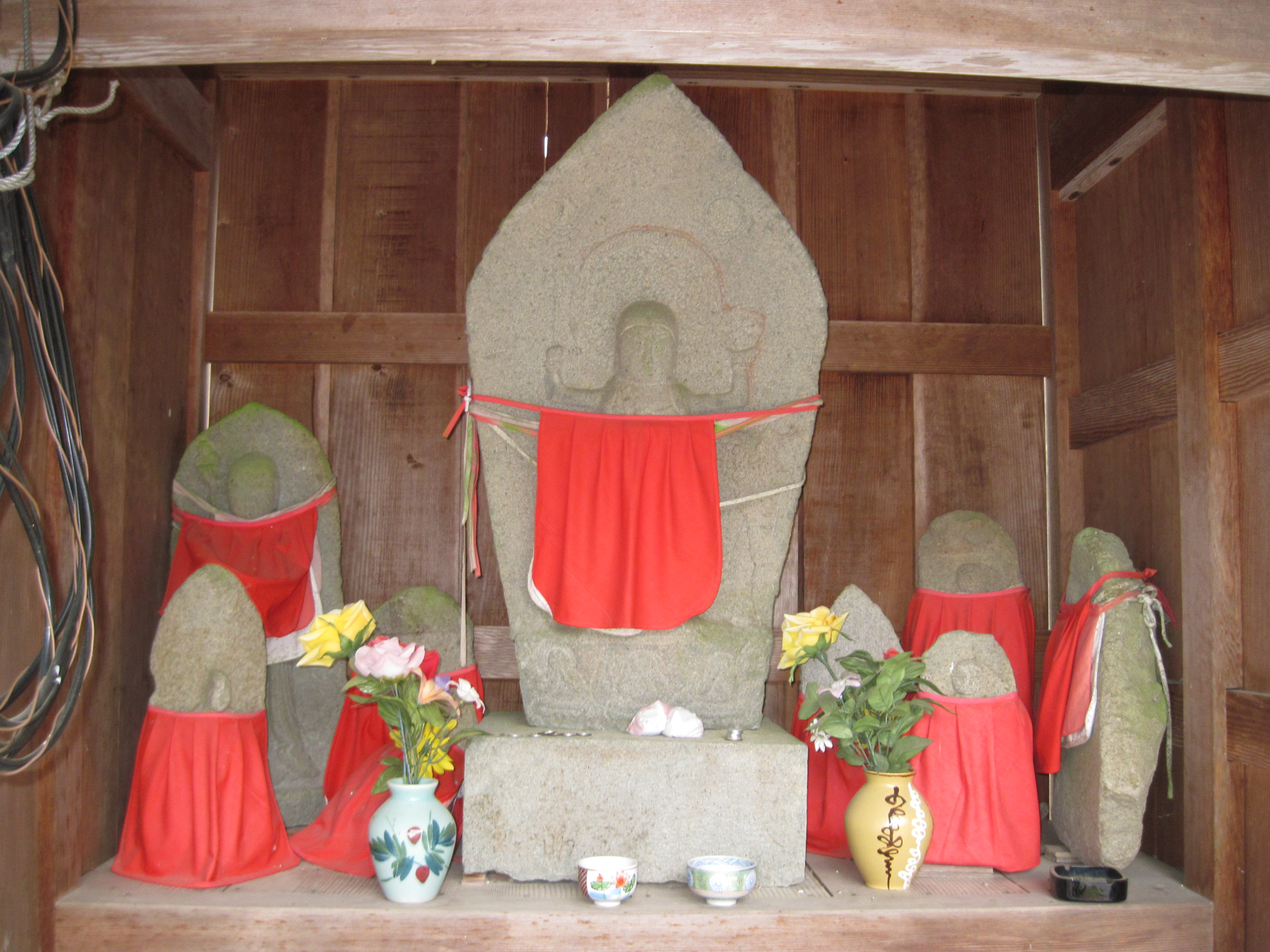
兵庫県豊岡市出石町奥山
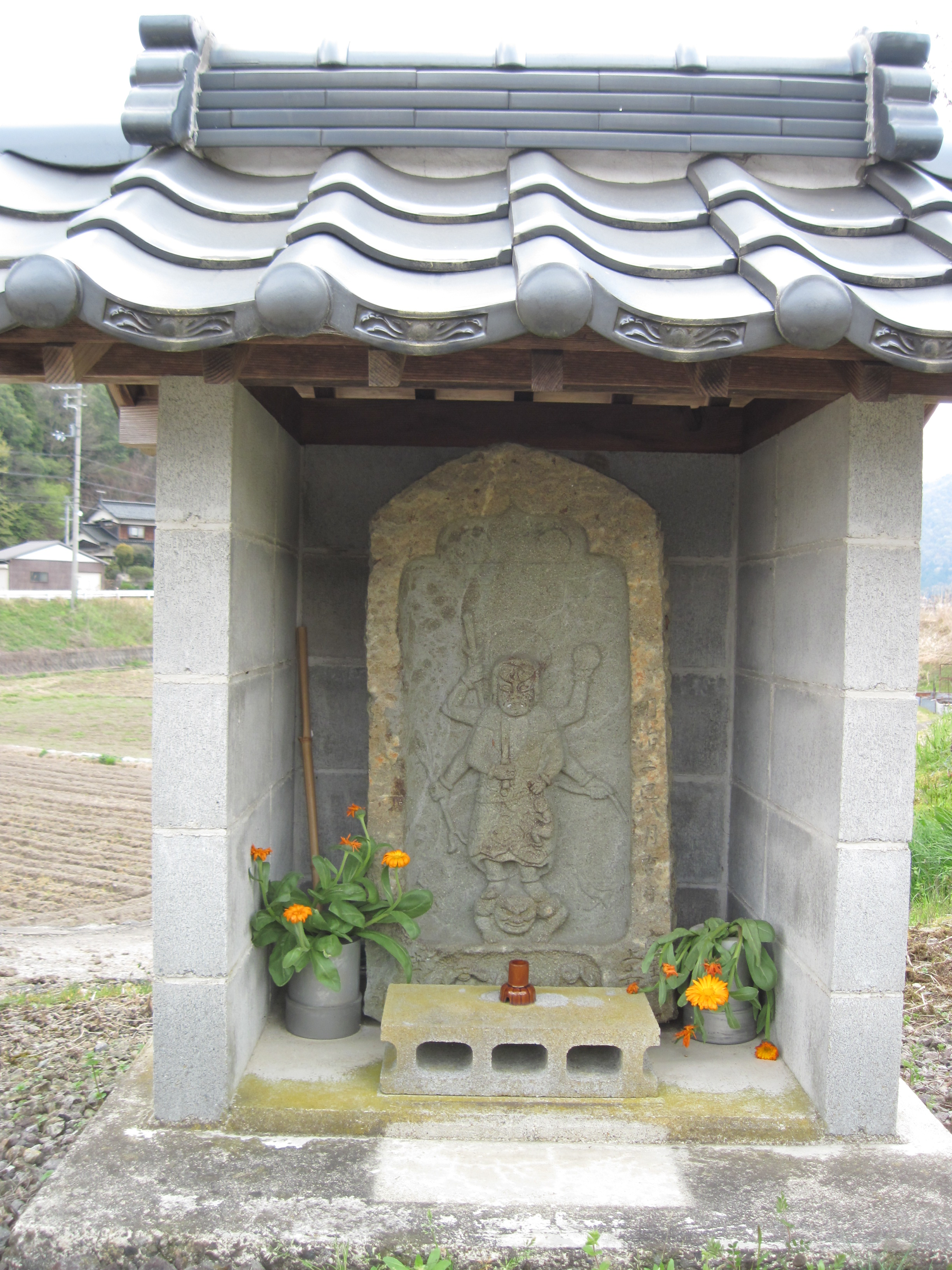
兵庫県豊岡市出石町寺坂
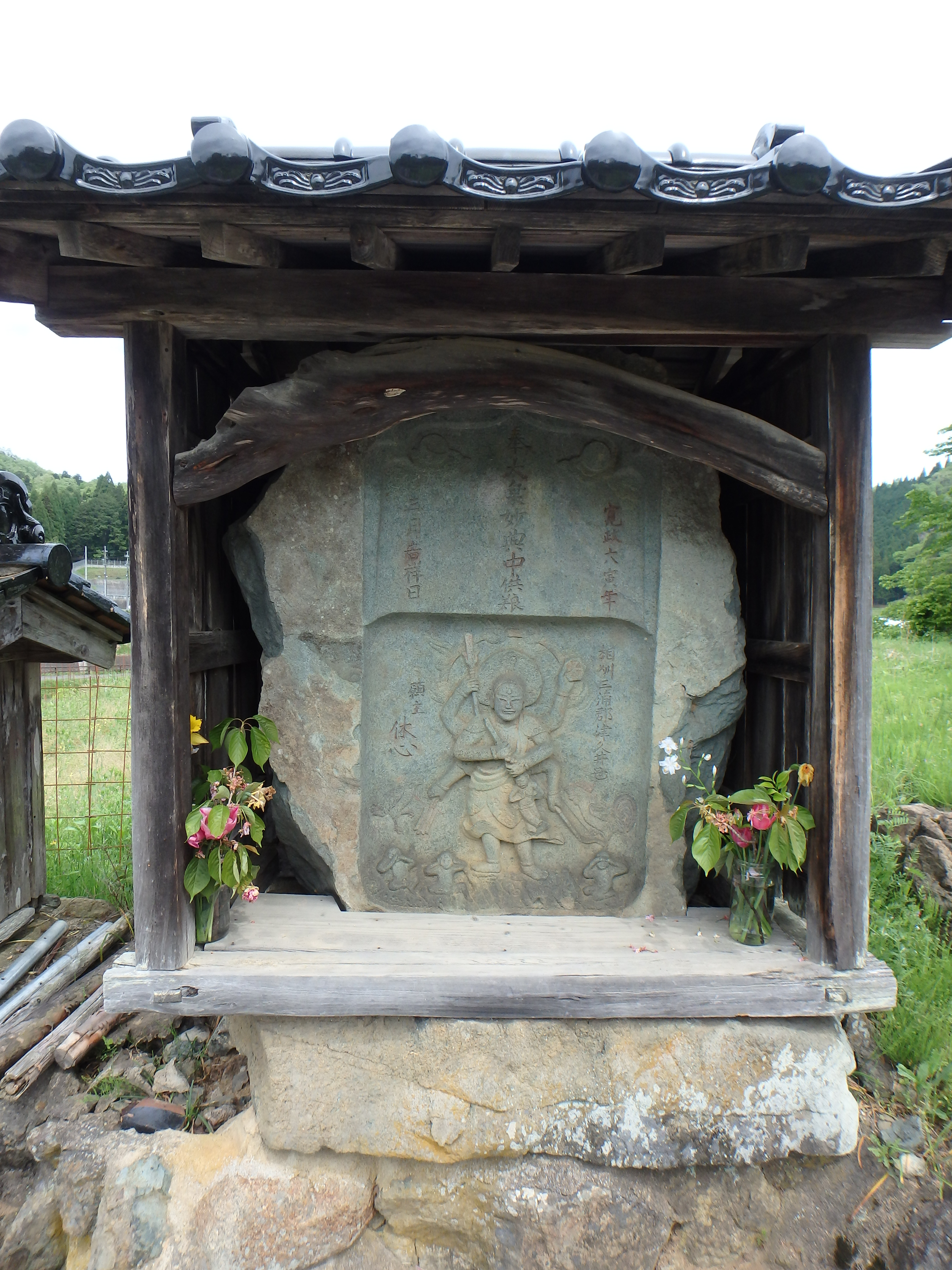
兵庫県豊岡市但東町三原
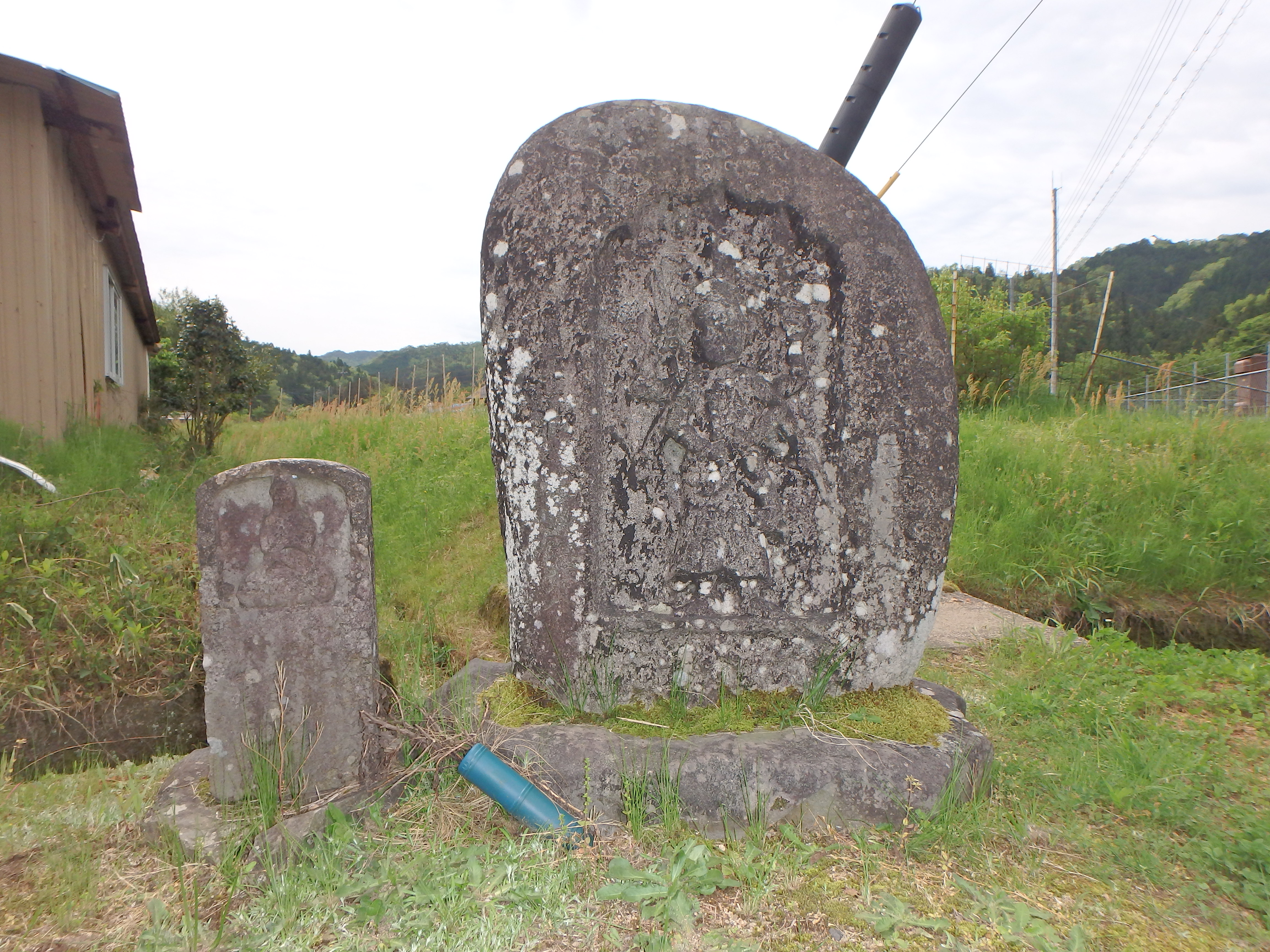
兵庫県豊岡市但東町小谷（国道426号沿い）
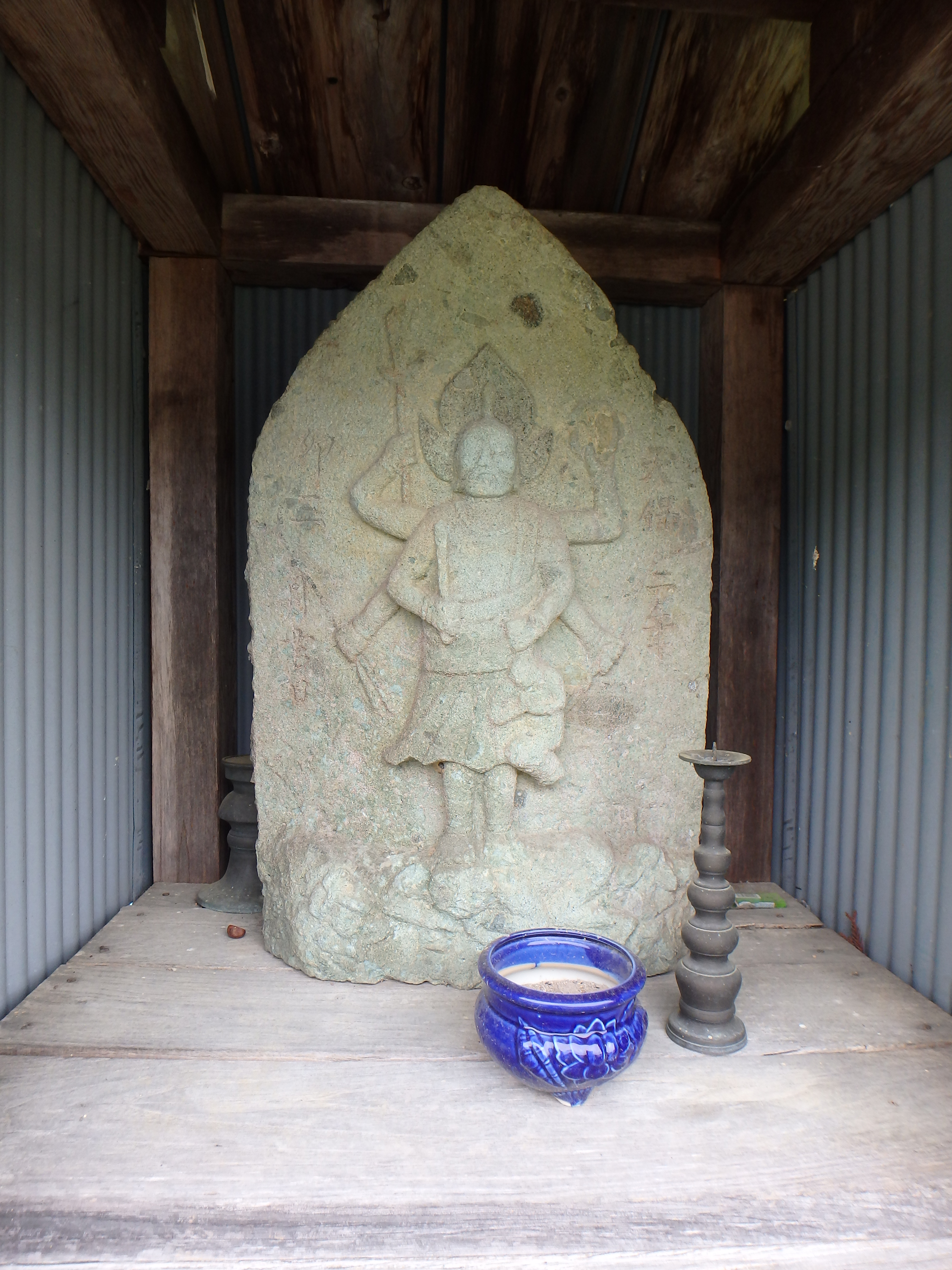
兵庫県豊岡市但東町小谷
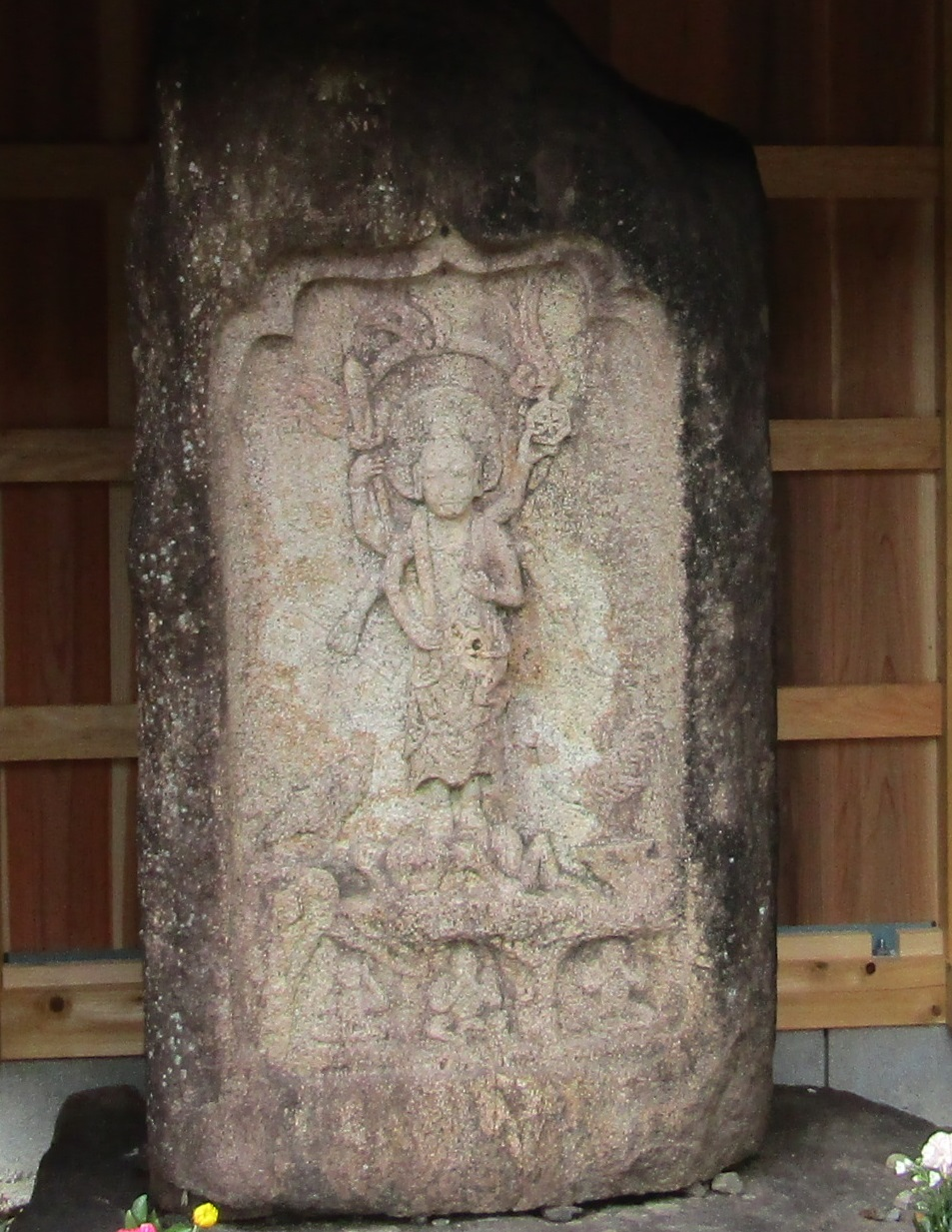
兵庫県豊岡市但東町河本
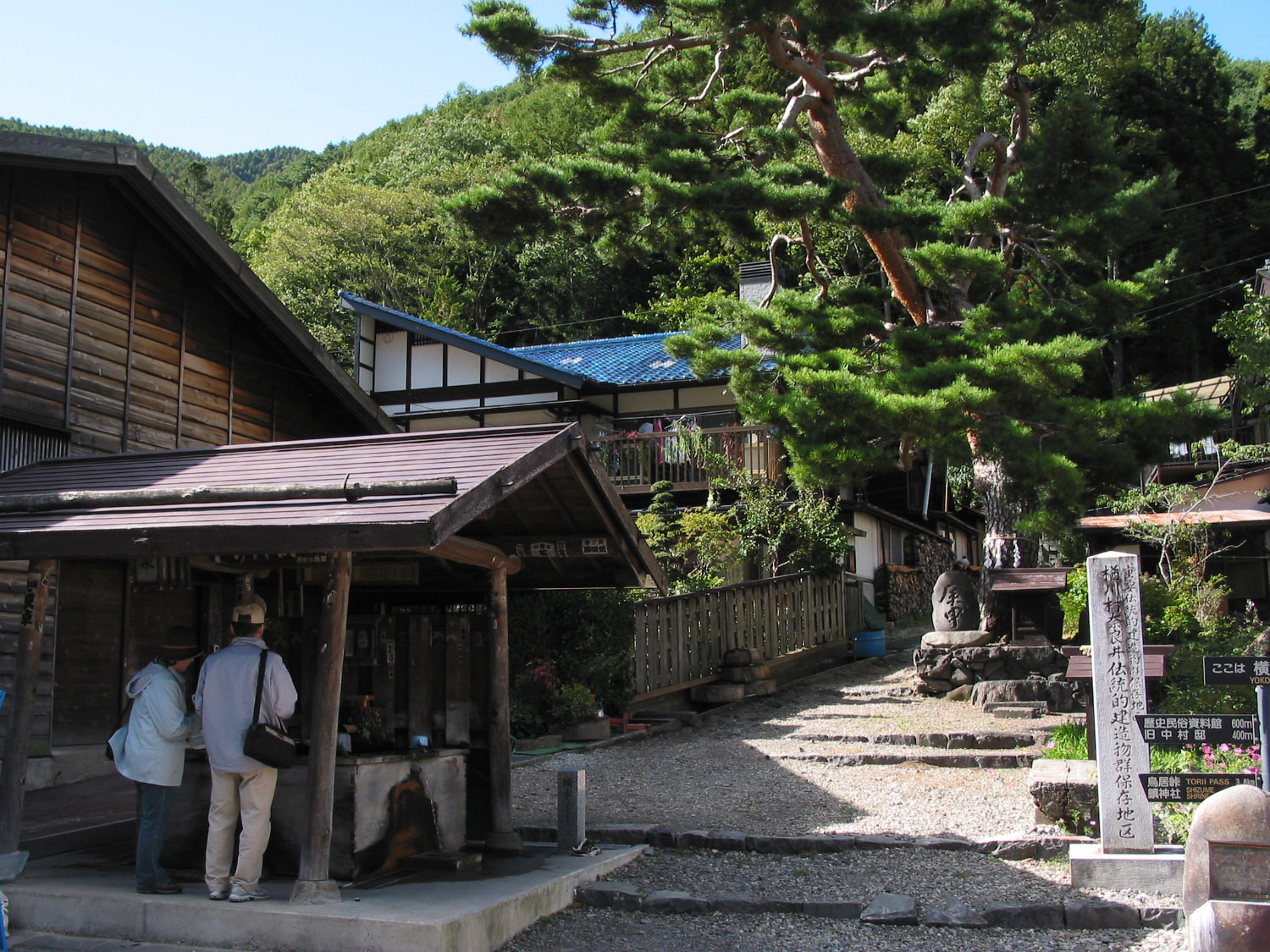
長野県塩尻市 奈良井宿の庚申塚。画面中央やや右。
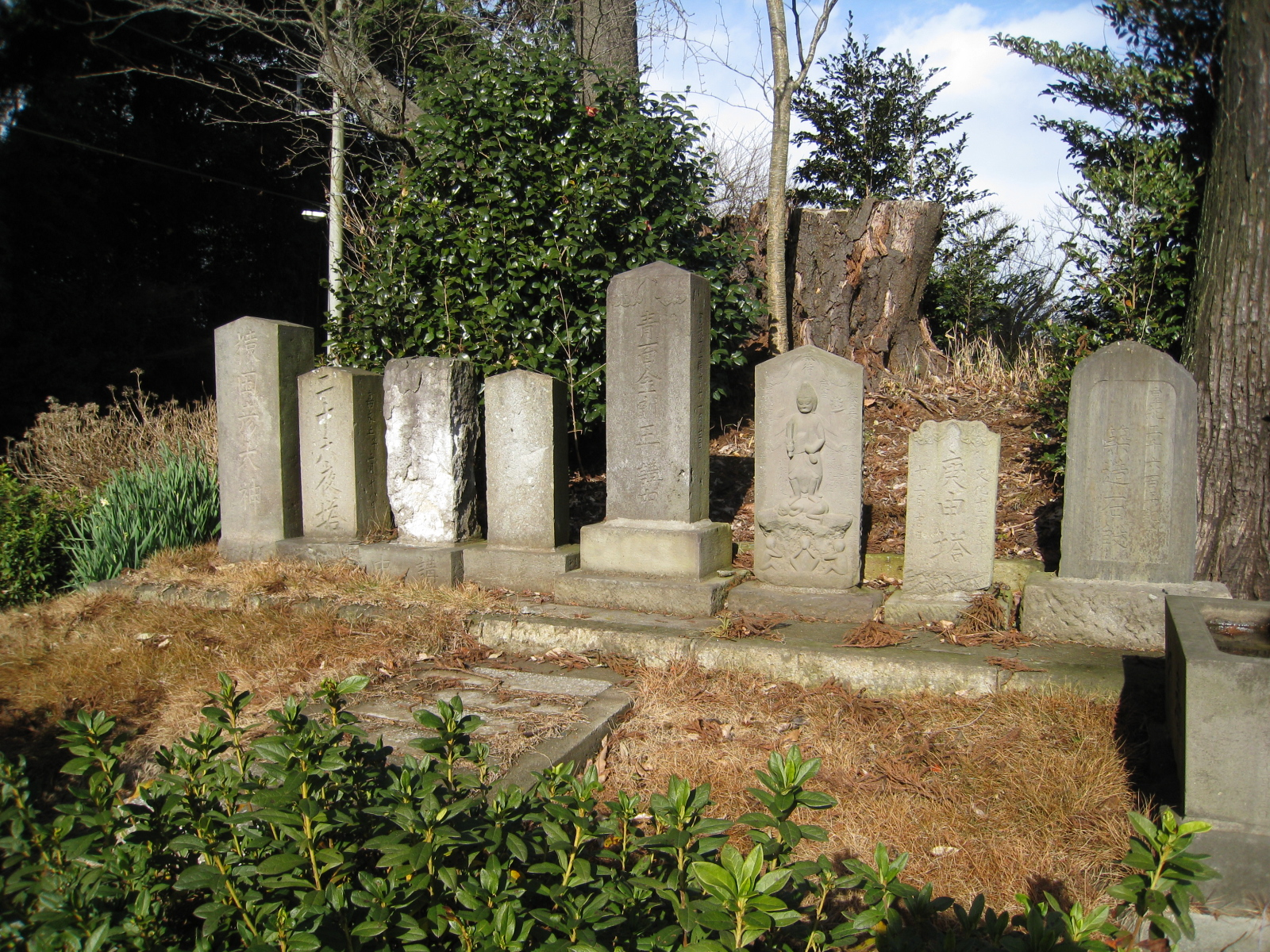
千葉県印西市にて撮影。
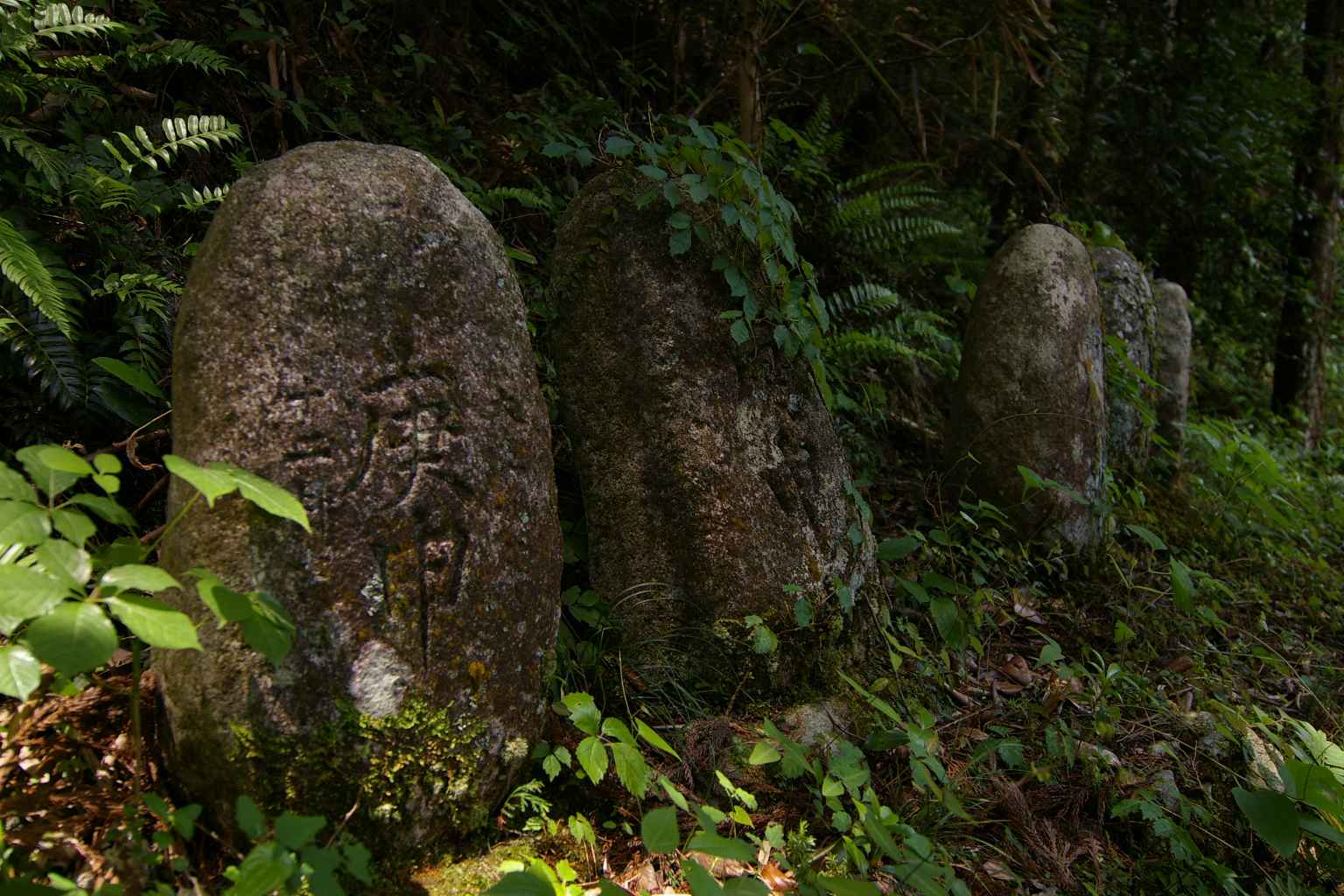
岐阜県中津川市阿木字天神平
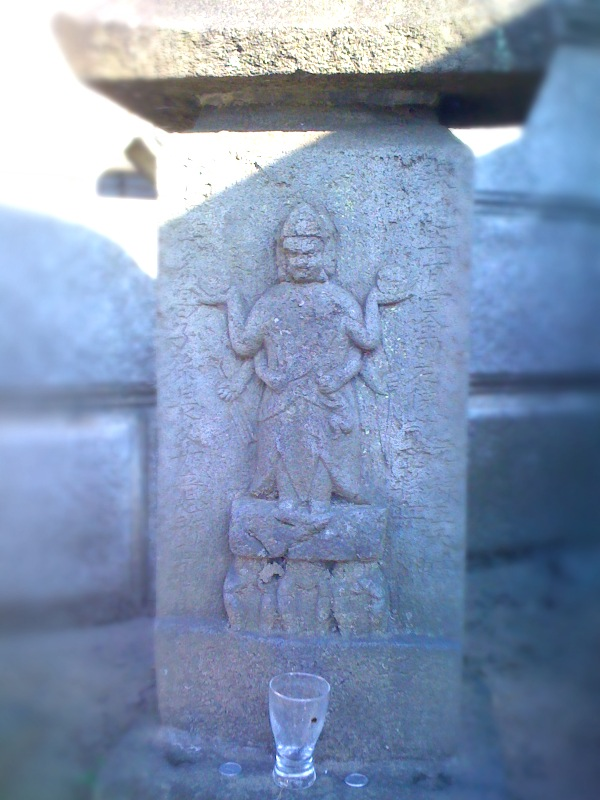
青面金剛と三猿（千葉県習志野市屋敷）
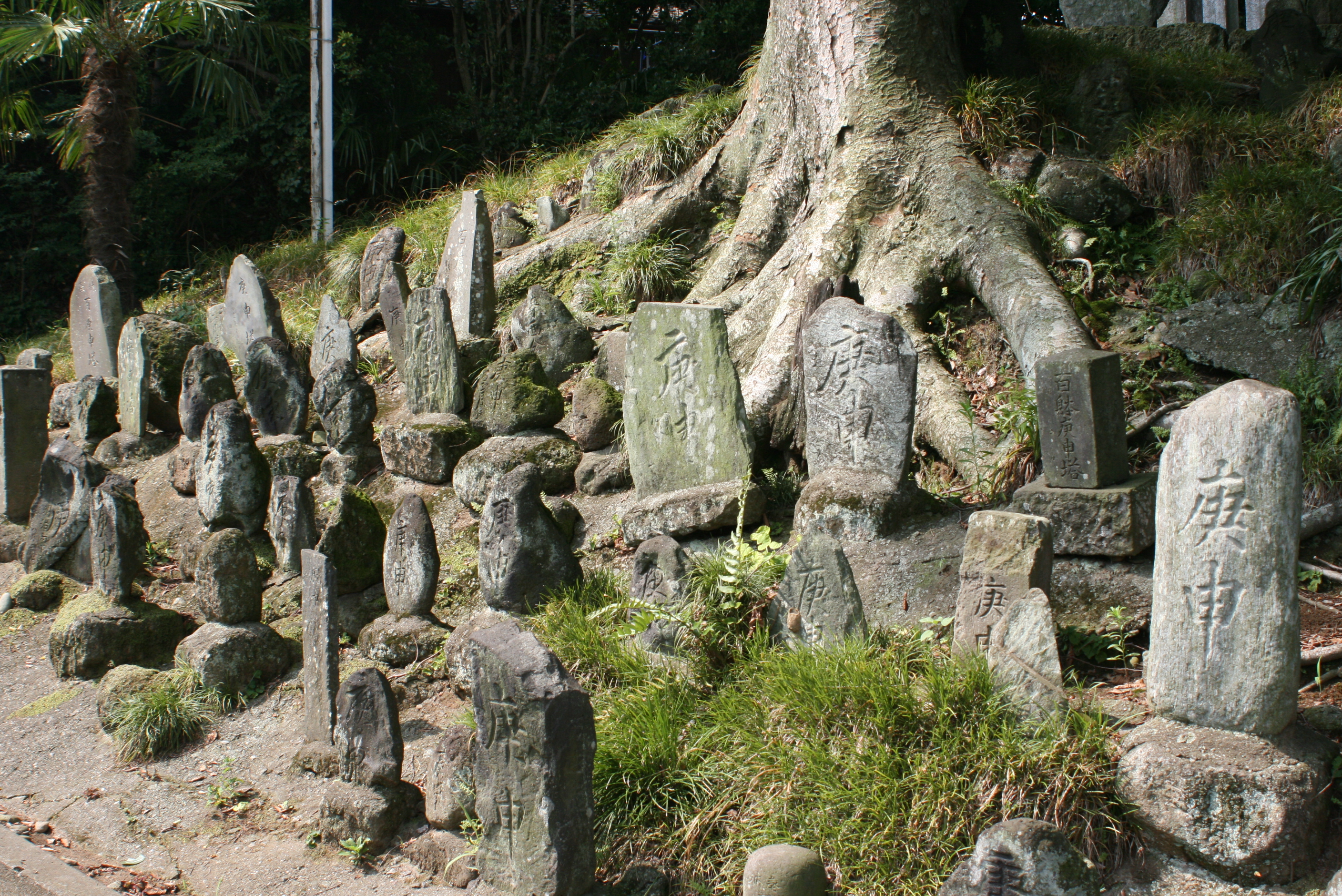
百庚申（埼玉県深谷市岡地区）

## 3Dモデル
- 八雲神社（静岡県静岡市清水区西里）にある庚申塔（明和七年(1770年)造立）